# Vadu Moților (gmina)
Vadu Moților – gmina w Rumunii, w okręgu Alba. Obejmuje miejscowości Bodești, Burzești, Dealu Frumos, Lăzești, Necșești, Poduri-Bricești, Popeștii de Jos, Popeștii de Sus, Tomuțești, Toțești, Vadu Moților i Vâltori. W 2011 roku liczyła 1348 mieszkańców. 